# 702 Alauda

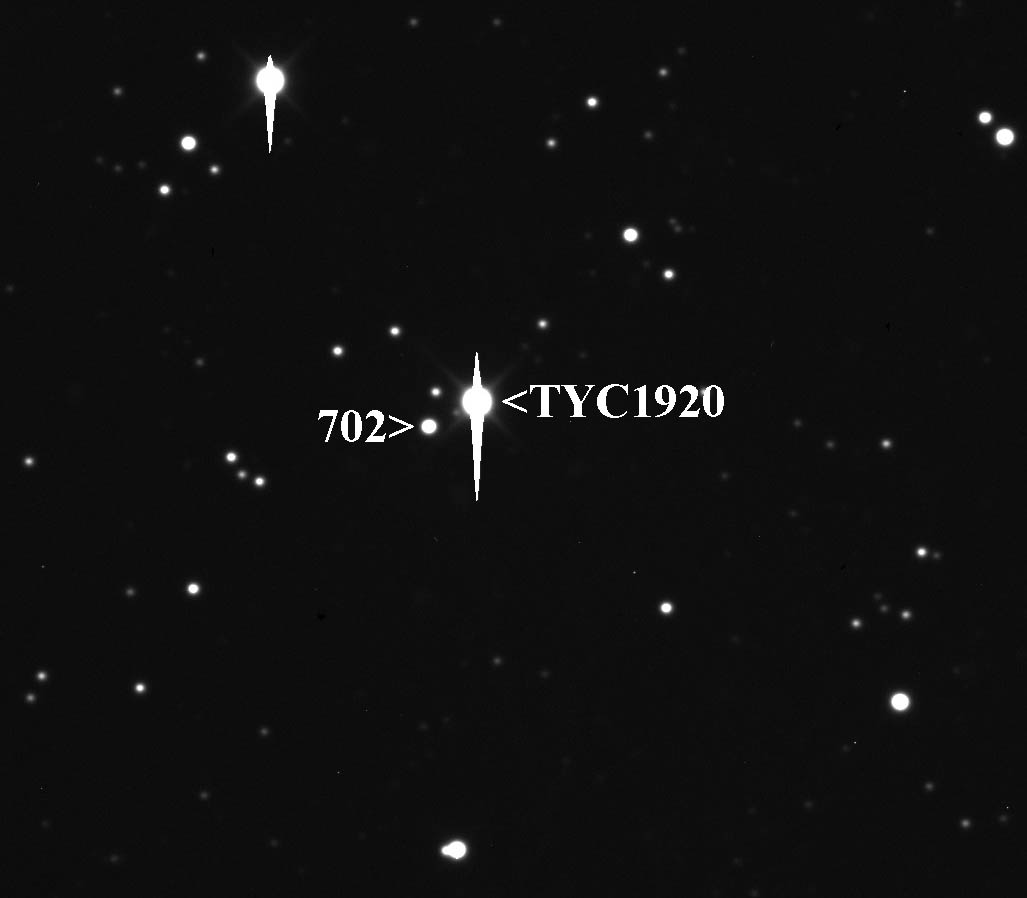
702 Alauda

702 Alauda eller 1910 KQ är en asteroid upptäckt 16 juli 1910 av den tyske astronomen Joseph Helffrich i Heidelberg. Asteroiden har fått sitt namn efter det vetenskapliga namnet för lärka.
Den tillhör och har givit namn åt asteroidgruppen Alauda.

## Pichi üñëm
En måne som nu har namnet Pichi üñëm upptäcktes 26 juli 2007 av P. Rojo och J. L. Margot vid Very Large Telescope i Chile. 